# Lazarus You Heung-sik
Lazarus You Heung-sik (유흥식 라자로?) (Nonsan-gun Chungnam, 17 novembre 1951) è un cardinale e arcivescovo cattolico sudcoreano, dal 5 giugno 2022 al 21 aprile 2025 e dal 9 maggio 2025 prefetto del Dicastero per il clero.

## Biografia
Lazarus You Heung-sik è nato il 17 novembre 1951 a Nonsan-gun Chungnam, provincia del Chungcheong Meridionale e vicariato apostolico di Seul (oggi nella diocesi di Daejeon), nella parte occidentale della Repubblica di Corea. Ultimo di quattro figli, ha due fratelli e una sorella; suo padre è morto nella guerra di Corea quando lui era solamente un bambino.

### Formazione e ministero sacerdotale
Dopo aver compiuto gli studi primari, si è iscritto alla Daegeon Middle and High School di Nonsan, conseguendo il diploma nel gennaio 1969; intanto, nel 1967 aveva ricevuto il battesimo all'età di sedici anni. Ha dichiarato che durante il secondo anno di liceo, quando ha ricevuto una borsa di studio dall'Associazione delle donne austriache, ha pensato: "Persone da molto lontano mi hanno mandato questi soldi preziosi, ma il modo in cui voglio ripagarle è tornare in Chiesa".
Deciso a seguire la vocazione al sacerdozio, è entrato in seminario, ma considerando l'opposizione della sua famiglia, che non accettava la sua fede, ha riferito loro che avrebbe sostenuto il test all'Università Yonsei di Seul, un ateneo laico, quando invece si è recato a sostenere l'esame di ammissione al seminario; dopo aver rivelato loro la verità, i familiari non ne sono stati felici. Il 28 febbraio 1969 è stato ammesso all'Università Cattolica di Seul, dove ha compiuto gli studi di filosofia e teologia. Nel febbraio 1972, dopo aver completato il secondo anno in seminario, è stato chiamato al servizio militare obbligatorio e lo ha terminato il 19 settembre 1974, tornando poi agli studi.
Nell'ottobre del 1976 si è trasferito a Roma, in Italia, dove si è iscritto alla Pontificia Università Lateranense. Qui ha ricevuto l'ordinazione sacerdotale il 9 dicembre 1979 incardinandosi, ventottenne, come presbitero della diocesi di Daejeon. Nel febbraio del 1983 ha conseguito il dottorato in teologia morale alla Lateranense.
Tornato in patria, nel maggio successivo gli è stato affidato il primo incarico pastorale come vicario parrocchiale della cattedrale di Santa Teresa del Bambin Gesù a Daejeon e poi quello di direttore della casa di esercizi spirituali di Solmoe nel novembre del 1984. In seguito è stato nominato rettore del Centro cattolico di educazione a Daejeon nell'agosto del 1988, divenendo poi direttore della pastorale diocesana dall'agosto del 1989. Nell'agosto 1994 ha assunto l'incarico di professore presso l'Università Cattolica di Daejeon, divenendone poi presidente e rettore del seminario maggiore il 14 dicembre 1998, svolgendo tale ufficio fino alla promozione all'episcopato. È membro amico del Movimento dei focolari.

### Ministero episcopale e cardinalato

#### Coadiutore, poi vescovo di Daejeon

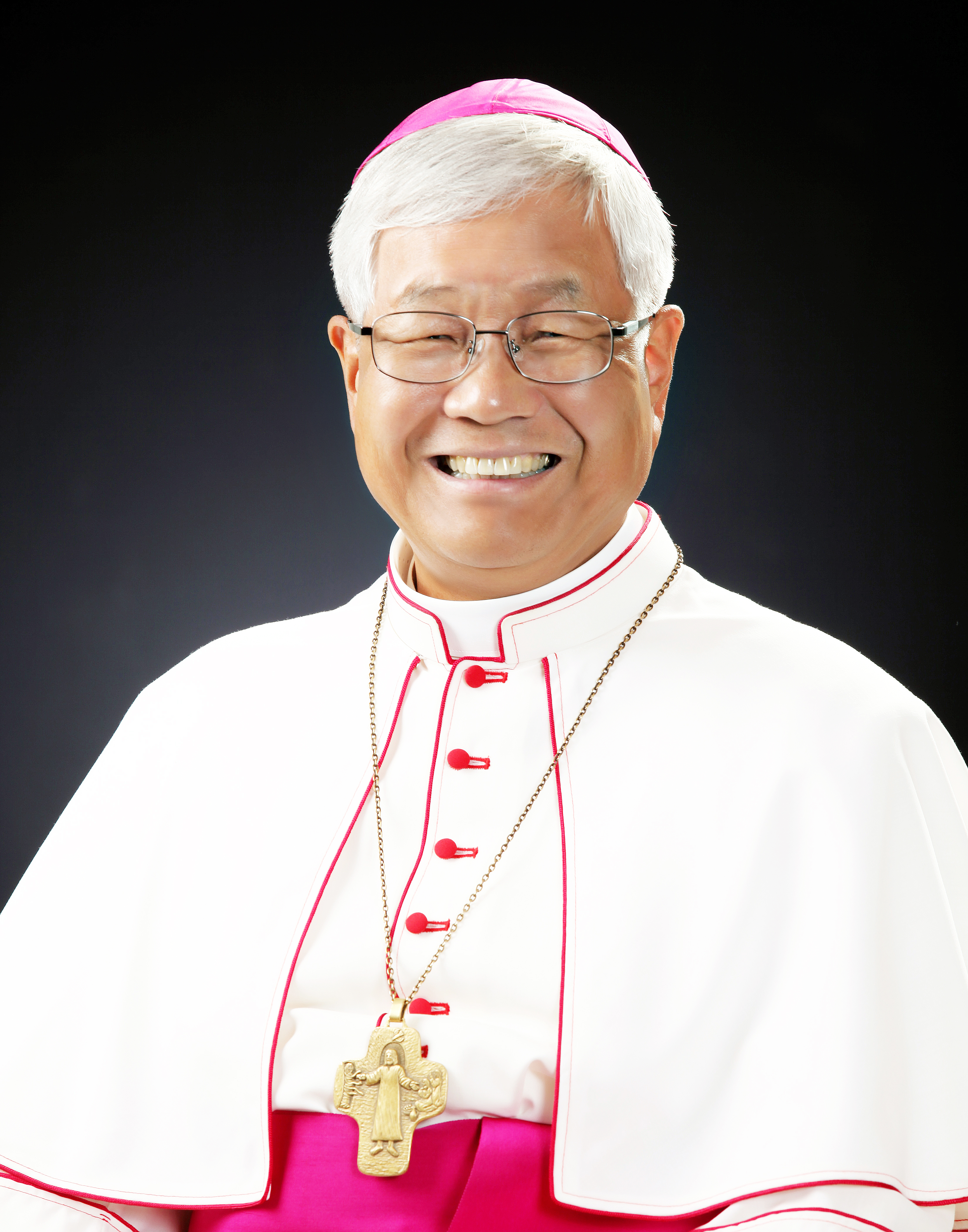
Mons. Lazarus You Heung-sik, vescovo di Daejeon, nel 2017

Il 9 luglio 2003 papa Giovanni Paolo II lo ha nominato, cinquantunenne, vescovo coadiutore di Daejeon. Ha ricevuto l'ordinazione episcopale il 19 agosto successivo, nel Chang Mu Gymnasium a Daejeon, per imposizione delle mani di Joseph Kyeong Kap-ryong, vescovo di Daejeon, assistito dai co-consacranti Mathias Ri Iong-hoon, vescovo titolare di Catabo Castra ed ausiliare di Suwon, e Joseph Lee Han-taek, S.I., vescovo titolare di Tibuzabeto ed ausiliare di Seul. Come suo motto episcopale ha scelto Lux mundi, che tradotto vuol dire "Luce del mondo" (Gv 8, 12).
Nell'agosto del 2004 ha rappresentato la Corea all'VIII conferenza episcopale asiatica organizzata dalla Federazione delle conferenze episcopali dell'Asia.
Il 1º aprile 2005, con l'accettazione della rinuncia per motivi d'età del settantacinquenne vescovo Kyeong Kap-ryong, che aveva guidato la diocesi per ventuno anni, è succeduto per coadiutoria come vescovo di Daejeon, all'età di cinquantatré anni.
Tra il 2005 e il 2012 ha visitato la Corea del Nord quattro volte in quanto presidente del servizio sociale della Conferenza episcopale della Corea. Ha svolto attività come consultazioni e scambio di lettere di intenti e benedizioni, ha seguito i lavori del Centro "Volontari di Pace" e ha partecipato all'incontro dei responsabili della promozione della cooperazione internazionale della Caritas con la Corea del Nord.
Il 13 settembre 2005 è stato eletto primo presidente della Conferenza di pace religiosa di Daejeon e Chungnam.
Il 29 luglio 2007 papa Benedetto XVI lo ha nominato membro del Pontificio consiglio "Cor Unum" per un quinquennio.
Nel 2008, in occasione del 60º anniversario di fondazione della diocesi, ha avviato la campagna "Sharing 100 Won a Meal" per promuovere la donazione di fondi da erogare ai bisognosi.
Per due volte si è recato in Vaticano, assieme agli altri membri dell'episcopato sudcoreano, per la visita ad limina apostolorum, allo scopo di discutere con il pontefice della situazione e dei problemi relativi alla sua diocesi: il 30 novembre 2007 e il 9 marzo 2015. Per altre quattro volte, invece, è stato ricevuto in udienza privata dal pontefice: il 24 aprile 2014, il 17 novembre 2014, il 23 gennaio 2017 e il 17 aprile 2021.
Il 15 agosto 2014 ha accolto papa Francesco nella tappa a Daejeon durante il suo viaggio apostolico in Corea del Sud (14-18 agosto 2014), partecipando alla Messa al Daejeon World Cup Stadium e all'incontro con i giovani dell'Asia presso il Santuario di Solmoe.
Il 15 settembre 2018 è stato chiamato a prendere parte come membro di nomina pontificia alla XV assemblea generale ordinaria del Sinodo dei vescovi, svoltasi nella Città del Vaticano dal 3 al 28 ottobre successivi, con tema I giovani, la fede e il discernimento vocazionale.
In seno alla Conferenza dei vescovi cattolici di Corea è stato membro del comitato per la pastorale missionaria dal marzo al settembre del 2004; presidente del comitato per la previdenza sociale della Chiesa dal 14 ottobre 2004 al 16 ottobre 2008; membro del comitato per la pastorale sociale dal 14 ottobre 2004 al 14 marzo 2012; presidente della commissione per il ministero delle migrazioni interne dal 16 ottobre 2008 al 14 marzo 2012; membro del comitato speciale per la promozione delle beatificazioni e delle canonizzazioni dal 14 marzo 2012 al giugno del 2021; presidente del comitato per la pastorale giovanile dal 14 marzo 2012 al 30 ottobre 2014; di nuovo membro del comitato per la pastorale missionaria dal 14 marzo 2012 al 30 ottobre 2014; membro del consiglio permanente e direttore del consiglio centrale dei cattolici in Corea dal 30 ottobre 2014 al 18 ottobre 2017; presidente della commissione per la giustizia e la pace dal 30 ottobre 2014 al 7 marzo 2018; presidente del comitato per la pastorale sociale dal 30 ottobre 2014 al 10 marzo 2021; presidente del comitato speciale per la promozione delle beatificazioni e delle canonizzazioni dal 12 ottobre 2016 al giugno del 2021; segretario generale e direttore esecutivo del Consiglio centrale dei cattolici in Corea dal 14 ottobre 2020 al giugno del 2021, responsabile del centro di formazione "Emmaus" dal 7 dicembre 2020 al giugno del 2021 e responsabile dei ministeri dal 10 maggio al giugno 2021.

#### Prefetto del Dicastero per il clero

Stemma di monsignor You come arcivescovo.

L'11 giugno 2021 papa Francesco lo ha nominato, sessantanovenne, prefetto della Congregazione per il clero e lo ha elevato in pari tempo alla dignità di arcivescovo; è succeduto al settantanovenne cardinale Beniamino Stella, dimissionario per raggiunti limiti d'età. Ha assunto anche l'incarico correlato di presidente della Commissione interdicasteriale per la formazione dei candidati agli ordini sacri e contestualmente ha lasciato la guida della diocesi di Daejeon, divenendone vescovo emerito dopo sedici anni di governo pastorale.
Il 2 agosto 2021 ha iniziato ufficialmente il suo nuovo incarico come prefetto della Congregazione per il clero.
L'11 dicembre 2021 papa Francesco lo ha nominato membro della Congregazione per l'evangelizzazione dei popoli.
Nel febbraio 2022 ha partecipato all'Università ecclesiastica San Damaso di Madrid, in Spagna, con una conferenza nella quinta edizione delle sessioni di aggiornamento pastorale per i sacerdoti.
Il 29 maggio 2022, al termine del Regina Caeli, papa Francesco ha annunciato la sua creazione a cardinale; nel concistoro del 27 agosto seguente lo ha creato cardinale diacono di Gesù Buon Pastore alla Montagnola. Il 20 novembre ha preso possesso della diaconia.
Il 1º giugno 2022 è nominato membro della Congregazione per il culto divino e la disciplina dei sacramenti, mentre il 5 giugno, con l'entrata in vigore della costituzione apostolica Praedicate evangelium, la congregazione da lui guidata è stata rinominata in Dicastero per il clero, senza mutamenti nella struttura e nelle funzioni, ed egli contestualmente ne è divenuto il primo prefetto.
Il 21 aprile 2025 decade dall'incarico di prefetto a motivo della dipartita di papa Francesco.
Il 7 e 8 maggio 2025 ha partecipato come cardinale elettore al conclave che ha portato all'elezione di papa Leone XIV, il quale il 9 maggio lo riconferma donec aliter provideatur nel suo ruolo curiale.

## Genealogia episcopale e successione apostolica
La genealogia episcopale è:
- Cardinale Scipione Rebiba
- Cardinale Giulio Antonio Santori
- Cardinale Girolamo Bernerio, O.P.
- Arcivescovo Galeazzo Sanvitale
- Cardinale Ludovico Ludovisi
- Cardinale Luigi Caetani
- Cardinale Ulderico Carpegna
- Cardinale Paluzzo Paluzzi Altieri degli Albertoni
- Papa Benedetto XIII
- Papa Benedetto XIV
- Papa Clemente XIII
- Cardinale Marcantonio Colonna
- Cardinale Giacinto Sigismondo Gerdil, B.
- Cardinale Giulio Maria della Somaglia
- Cardinale Carlo Odescalchi, S.I.
- Cardinale Costantino Patrizi Naro
- Cardinale Lucido Maria Parocchi
- Papa Pio X
- Cardinale Gaetano De Lai
- Cardinale Raffaele Carlo Rossi, O.C.D.
- Cardinale Amleto Giovanni Cicognani
- Arcivescovo Antonio del Giudice
- Cardinale Stephen Kim Sou-hwan
- Vescovo Joseph Kyeong Kap-ryong
- Cardinale Lazarus You Heung-sik

La successione apostolica è:
- Vescovo Stephanus Han Jung Hyun (2021)

## Araldica
| Stemma | Blasonatura |
| ------ | --- |
|        | D'azzurro alla croce diminuita d'oro accantonata nel 1º e nel 4º cantone da un sole raggiante del secondo; nel 2º cantone da una lettera "M" in grafia minuscola d'argento; nel 3º cantone da un ramo d'ulivo posto in banda del terzo. |